# Congres van Alexandria

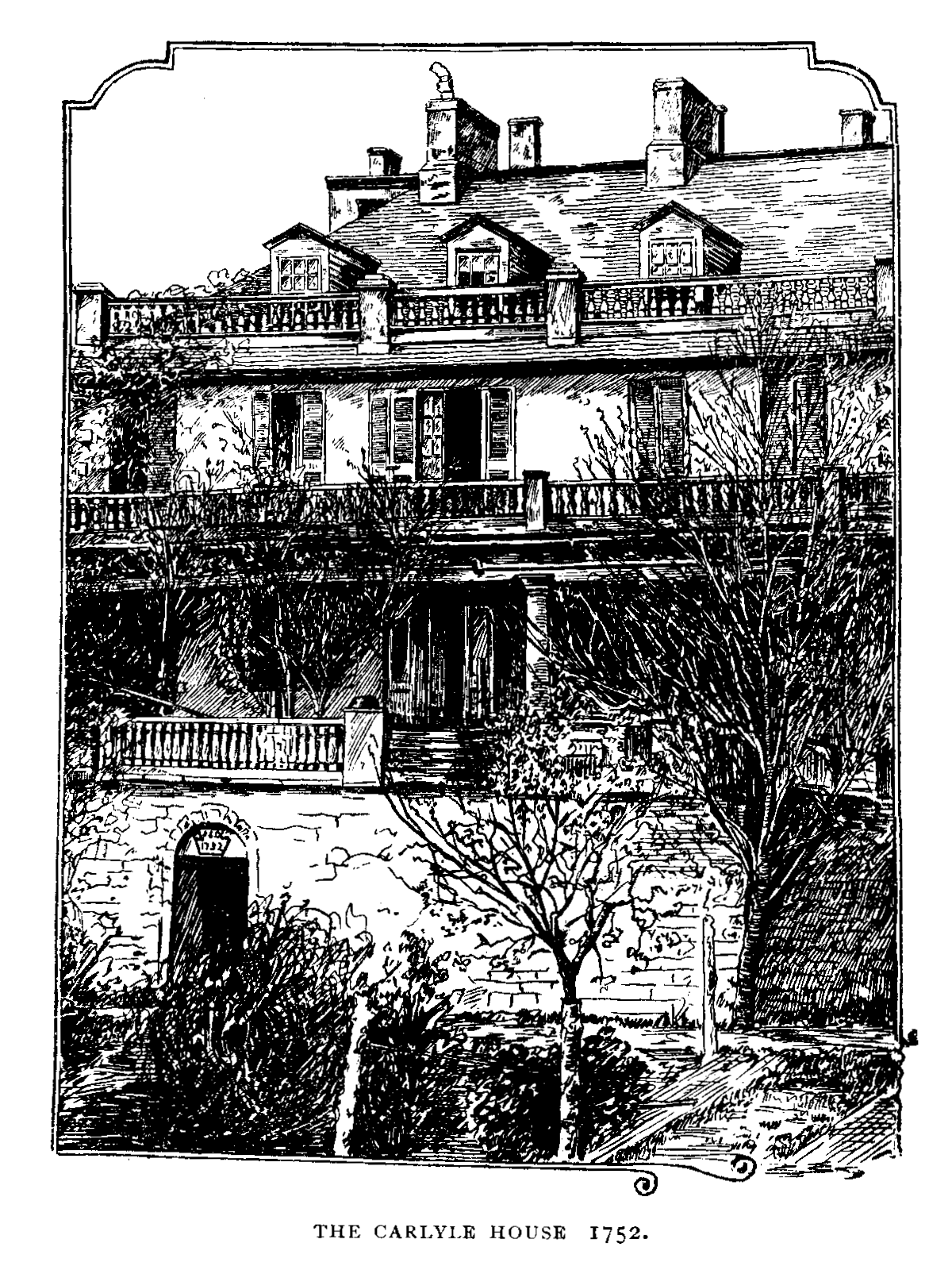
Het Carlyle House in 1752

Het Congres van Alexandria of de Raad van Alexandria was een ontmoeting  op 15 april 1755 in het Carlyle House in Alexandria (Virginia) tussen generaal-majoor Edward Braddock (bevelhebber van de Britse troepen in Noord-Amerika) en de gouverneurs van vijf van de dertien koloniën. Dit waren Robert Dinwiddie van Virginia, Horatio Sharpe van Maryland, Robert Hunter Morris van Pennsylvania, Willem Shirley van Massachusetts en James DeLancey van New York.
De bijeenkomst was georganiseerd door Edward Braddock met als doel geld in te zamelen voor de Zevenjarige Oorlog. De gouverneurs wezen het verzoek af, maar waren het wel eens over een oorlogsplan tegen Nieuw-Frankrijk. William Johnson van New York, die ook op de bijeenkomst aanwezig was, werd benoemd tot hoofdinspecteur van indiaanse zaken. Hij werd belast met de ontmoeting met de Iroquois om ze neutraal te houden in de oorlog.
De bijeenkomst wordt elk jaar in het Carlyle House nagespeeld.